# Serbien och Montenegros bidrag i Eurovision Song Contest

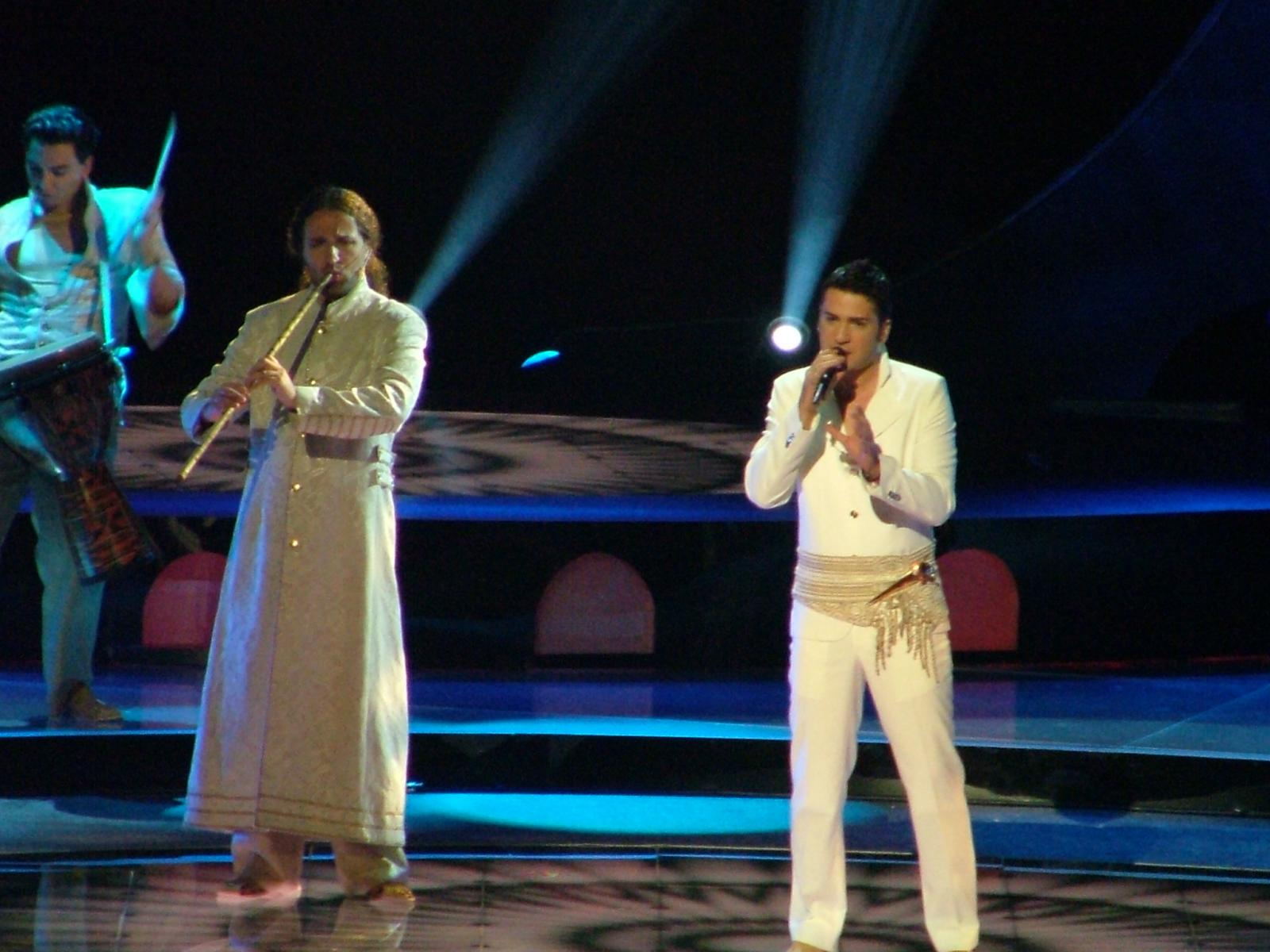
Željko Joksimović i Istanbul 2004.

Serbien och Montenegro debuterade i Eurovision Song Contest 2004 och deltog i tävlingen 2 gånger fram till och med 2005. Det serbiska och montenegrinska tv-bolagen RTS (Radio-televizija Srbije) och Radio Televizija Crne Gore (RTCG) var ansvarigt för Serbien och Montenegros medverkan varje år man deltog i tävlingen. Deras sista framträdande i tävlingen gjordes i Kiev 2005. Landet skulle ha deltagit i Aten 2006 men hoppade av tävlingen på grund av en kontrovers i den nationella finalen. I juni 2006 upplöstes unionen vilket ledde till att Serbien och Montenegro deltog som självständiga stater i tävlingen från 2007.
Trots att man bara deltog vid två tillfällen lyckades man få bra placeringar på båda tillfällena. Landet lyckades som bäst komma tvåa i finalen och etta i semifinalen i Istanbul 2004. Året därpå hamnade man på sjunde plats i finalen i Kiev. 

## Serbien och Montenegro i Eurovision Song Contest[1]

### Historia
Unionen Serbien och Montenegro debuterade i Eurovision Song Contest 2004 då serbiske Željko Joksimović framförde balladen Lane Moje. Bidraget vann semifinalen och kom sedan på andraplats i finalen efter Ruslana från Ukraina. Serbien och Montenegro har därmed ett rekord jämte Polen att komma så högt som andraplats sitt debutår. I finalen hamnade Joksimović sjutton poäng bakom Ruslana, men i semifinalen kom Joksimović etta och Ruslana tvåa. Året efter var de direktkvalificerade till finalen i Kiev, dit man sände den montenegrinska gruppen No Name. Enligt dåvarande system direktkvalificerade sig samtliga topp tio länder till finalen året därpå. Gruppen hade vunnit den nationella finalen efter vad som visade sig vara taktikröstande i den montenegrinska juryn. Efter gruppens sjundeplats i Kiev var landet återigen klart för finalen året därpå. 2006 vanns uttagningen ånyo av No Name och det visade sig åter vara taktikröstande bakom vinsten. Den 20 mars 2006 meddelade TV-bolaget att man inte tänkte skicka någon representant till tävlingen i Aten, då man inte kunde enas om vem man skulle skicka. Eftersom detta skedde efter sista anmälningsdag sändes finalen live över unionen och man lämnade även sina röster i sändningen. Semifinalen visades inte i Montenegro, varför Serbien och Montenegros röster då enbart var från Serbien. Bara en månad efter tävlingen upplöstes unionen och de båda länderna återkom till tävlingen 2007 som två skilda stater.  

### Nationell uttagningsform
Landet använde sig av uttagningen "Evropesma" samtliga år man deltog i tävlingen. Upplägget var en final med 24 bidrag bidrag där både Serbien och Montenegro hade lika många bidrag i finalen. Genom åren skedde det flera kontroverser kring röstandet mellan dom serbiska och montenegrinska jurygrupperna, vilket kulminerade 2006 där man inte skickade något bidrag till Aten eftersom man inte kom överens om vem man skulle skicka till tävlingen. 

## Resultattabell
| 1 | Vinnare                            |
| 2 | Andra plats                        |
| 3 | Tredje plats                       |
| ◁ | Sista plats                        |
| X | Ett bidrag valdes men tävlade inte |

| År             | Artist            | Bidrag        | Språk          | Final       | Poäng       | Semi               | Poäng              |
| -------------- | ----------------- | ------------- | -------------- | ----------- | ----------- | ------------------ | ------------------ |
| 2004           | Željko Joksimović | Lane Moje     | Serbiska       | 2           | 263         | 1                  | 263                |
| 2005           | No Name           | Zauvijek Moja | Montenegrinska | 7           | 137         | Direktkvalificerad | Direktkvalificerad |
| 2006           | No Name           | Moja Ljubavi  | Montenegrinska | Drog sig ur | Drog sig ur | Drog sig ur        | Drog sig ur        |
| Upplöstes 2006 |                   |               |                |             |             |                    |                    |

## Röstningshistorik (2004–2006)
Källa: Eurovision Song Contest Database

### Serbien och Montenegro hargivitflest poäng till...
| Endast finaler | Endast finaler          | Endast finaler |
| Nr             | Land                    | Poäng          |
| -------------- | ----------------------- | -------------- |
| 1              | Makedonien              | 27             |
| 2              | Kroatien                | 25             |
| 2              | Grekland                | 25             |
| 4              | Bosnien och Hercegovina | 22             |
| 5              | Albanien                | 16             |

| Finaler och semifinaler | Finaler och semifinaler | Finaler och semifinaler |
| Nr                      | Land                    | Poäng                   |
| ----------------------- | ----------------------- | ----------------------- |
| 1                       | Makedonien              | 59                      |
| 2                       | Kroatien                | 42                      |
| 3                       | Bosnien och Hercegovina | 41                      |
| 4                       | Grekland                | 35                      |
| 5                       | Ukraina                 | 25                      |

### Serbien och Montenegro harmottagitflest poäng från...
| Endast finaler | Endast finaler          | Endast finaler |
| Nr             | Land                    | Poäng          |
| -------------- | ----------------------- | -------------- |
| 1              | Kroatien                | 24             |
| 1              | Schweiz                 | 24             |
| 1              | Österrike               | 24             |
| 4              | Bosnien och Hercegovina | 22             |
| 4              | Slovenien               | 22             |

| Finaler och semifinaler | Finaler och semifinaler | Finaler och semifinaler |
| Nr                      | Land                    | Poäng                   |
| ----------------------- | ----------------------- | ----------------------- |
| 1                       | Kroatien                | 36                      |
| 1                       | Schweiz                 | 36                      |
| 1                       | Österrike               | 36                      |
| 4                       | Bosnien och Hercegovina | 34                      |
| 4                       | Slovenien               | 34                      |